# نادي حي العرب
نادي حي العرب الرياضي - بورتسودان هو نادي كرة قدم سوداني تأسس عام 1928، وتعتبر مدينة بورتسودان عاصمة ولاية البحر الأحمر قاعدة له. يشارك النادي في الدوري السوداني الممتاز لكرة القدم، ويؤدي مبارياته في استاد بورتسودان. منافسهم المحلي هو نادي هلال الساحل، وتصنف هذه المباراة كديربي بورتسودان.
من أفضل ٳنجازات النادي تحقيقه للقب كأس السودان عام 1981، وكذلك وصافة الدوري السوداني الممتاز موسمي 1981 و1999. وعلى المستوى الدولي، شارك في 4 بطولات قارية، بحيث لم يتجاوز أبدًا الدور الثاني.

يلقب النادي بلقب السوكرتا من طرف أنصاره، وقيل أنها مؤخودة من كلمة «مسوكر» بالعامية السودانية والتي تعني المضمون بمعنى أن الفريق ضامن للانتصار ونتيجة التبارى مع الخصم (مسوكرة). 

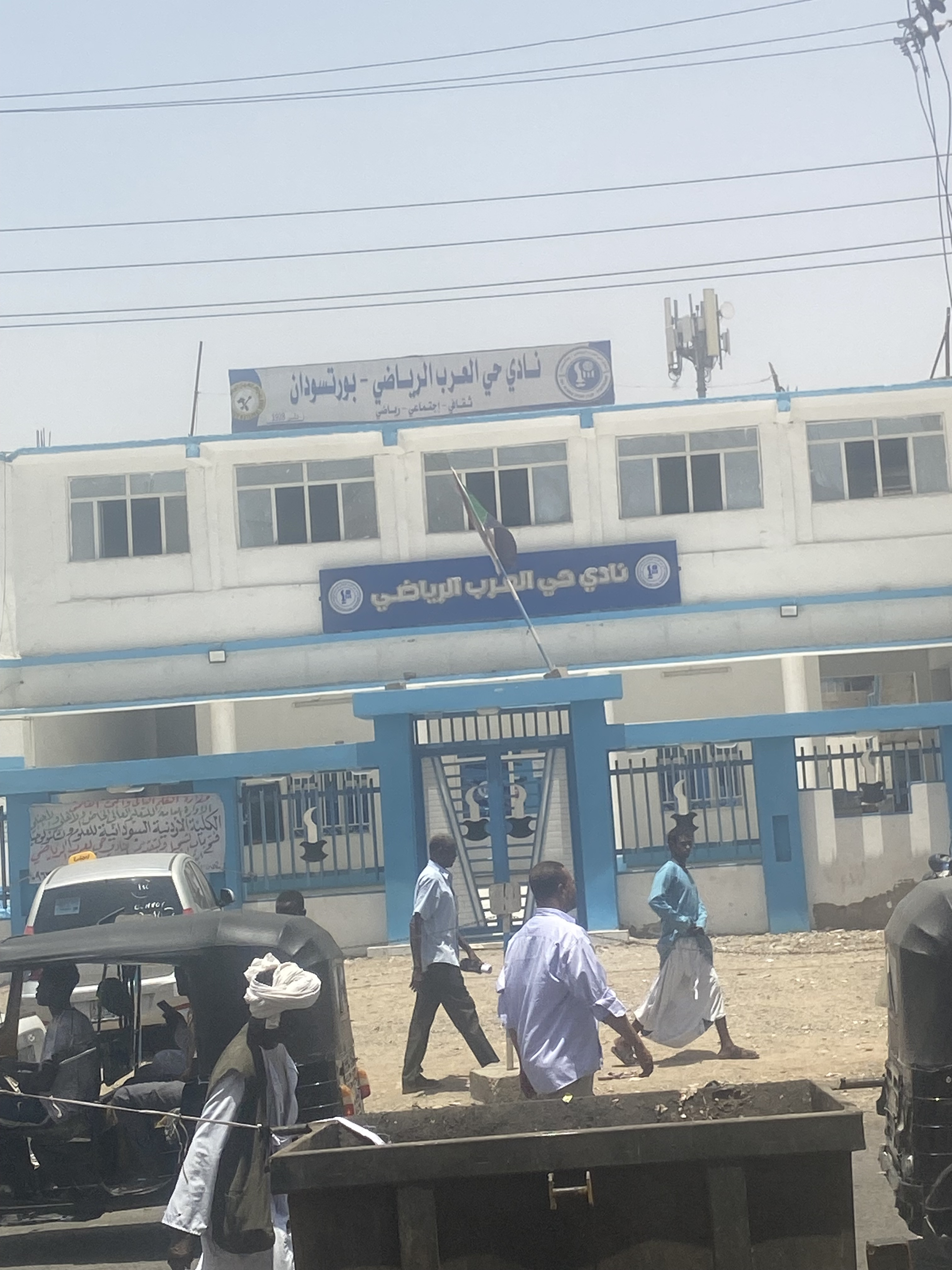
نادي حي العرب بورسودان

## الٳنجازات
- الدوري السوداني الممتاز
  - الوصيف: 1981، 1999.
- كأس السودان
  - البطل: 1981.

## المباريات القارية
| سنة  | المسابقة                    | الدور  | النادي          | الٳياب | الذهاب | المجموع       |
| ---- | --------------------------- | ------ | --------------- | ------ | ------ | ------------- |
| 1982 | كأس الكؤوس الأفريقية        | الأول  | المقاولون العرب | 1-1    | 1-3    | 2-4           |
| 1996 | كأس الاتحاد الأفريقي        | الأول  | نادي صغار سيمبا | 0-0    | 1-1    | 1-1 (ت)       |
| 1996 | كأس الاتحاد الأفريقي        | الثاني | توسكر           | 0-1    | 0-0    | 0-1           |
| 2000 | كأس الاتحاد الأفريقي        | الأول  | شبانة كيسي      | 2-0    | 0-0    | 2-0           |
| 2000 | كأس الاتحاد الأفريقي        | الثاني | الإسماعيلي      | ٳنسحاب | ٳنسحاب | ٳنسحاب        |
| 2009 | كأس الكونفيدرالية الأفريقية | تصفيات | أهلي بنغازي     | 0-1    | 1-0    | 1-1 (2-3 ض.ج) |

## روابط خارجية
- صفحة النادي بموقع كووورة